# Bank Deutscher Länder
Pour les autres articles nationaux ou selon les autres juridictions, voir Banque nationale.
La Bank Deutscher Länder (BDL) fut la banque centrale des secteurs d'occupation occidentaux et de la République fédérale d'Allemagne de 1948 à 1957.
La Bank Deutscher Länder fut créée le 1er mars 1948 par la loi no 60 du gouvernement militaire dans les secteurs d'occupation occidentaux. À cette époque, cette banque reçut la responsabilité de la nouvelle monnaie allemande, lorsque le Deutsche Mark fut introduit le 20 juin 1948 lors de la réforme monétaire de 1948, et cela jusqu'à la création de la Deutsche Bundesbank (loi du 26 juillet 1957 - Bundesbankgesetz - entrée en vigueur le 1er août de la même année).

## Structure et missions

Transcription correcte de 1950 de Munich.

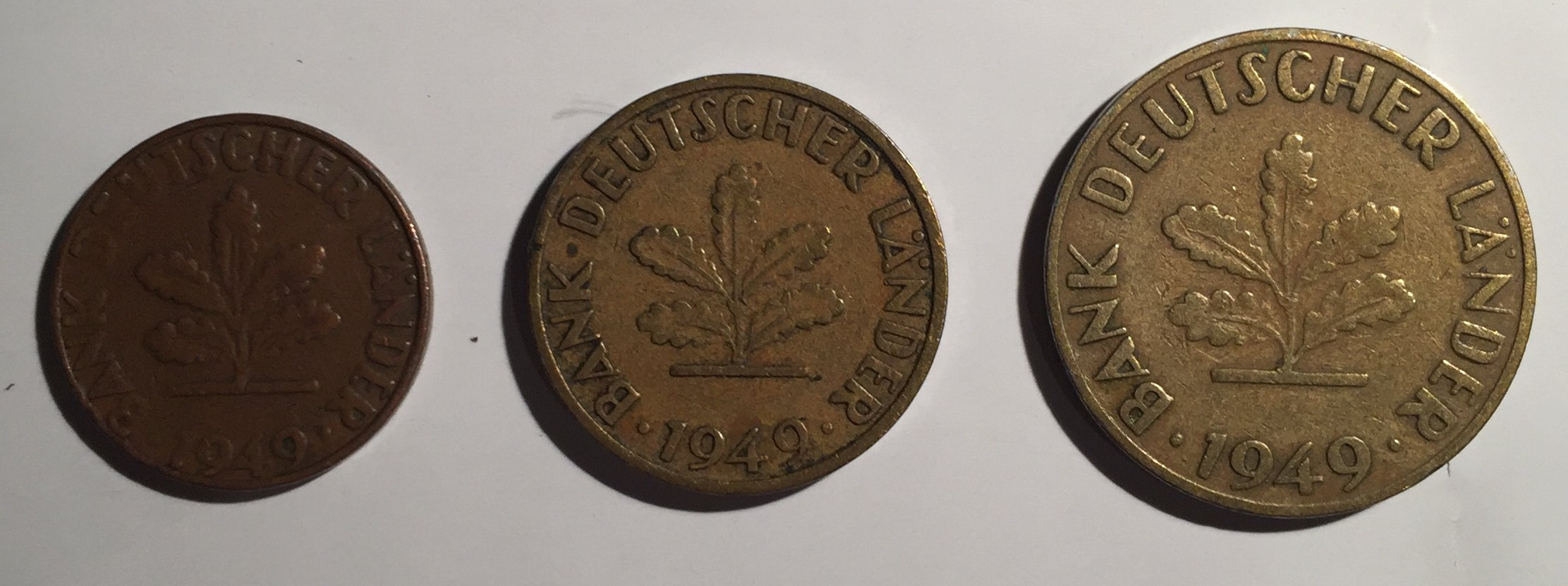
Pièces de 1949.

La mission principale de la banque était la politique monétaire dans les zones américaine et britannique. Le 16 juin 1948, les trois Landeszentralbanken de la zone française ont rejoint la BDL et la Commission bancaire alliée avec effet rétroactif au 25 mars,,. Jusqu'en 1951, elle était soumise à l'autorité des Alliés occidentaux. Par la suite, elle a été indépendante et n'a pas été soumise aux instructions des gouvernements fédéraux de l'époque (en 1951, c'était le cabinet Adenauer I, à partir de 1953, le cabinet Adenauer II).
Les organes de la BDL étaient le Directoire et le Conseil de la Banque centrale. Le Conseil de la Banque centrale était composé des neuf gouverneurs des Landeszentralbanken ; ces neuf gouverneurs ont élu un président. Cependant, ce dernier n'était pas le président d'une des banques. Le Conseil de la Banque centrale était responsable des décisions importantes. Le conseil des gouverneurs a à son tour nommé le président du directoire et son adjoint. Le président du conseil d'administration a ensuite nommé les autres membres. Le conseil d'administration était chargé de mettre en œuvre les décisions du conseil des gouverneurs. Après la fondation de la Banque des Länder allemands, Karl Bernard est élu président du conseil des gouverneurs le 5 mai 1948 et Wilhelm Vocke président du conseil des gouverneurs le 20 mai 1948.
Le capital social de la BDL était détenu par les banques centrales et — initialement encore Reichsmark — s'élevait à 100 millions de DM depuis la réforme monétaire du 21 juin 1948. Au début de son existence, la banque comptait environ 300 employés. Elle était basée dans l'ancien siège de la Reichsbank dans la Taunusanlage à Francfort-sur-le-Main. En 1949, il y avait environ 1 450 employés.
Par les directives (48)12 et (48)21 de la Commission bancaire alliée (juin/juillet 1948), la BDL a été chargée des tâches liées au traitement financier du commerce extérieur à partir du 1er août 1948 (pour la zone française en avril 1949). Elle avait ainsi repris et poursuivi la gestion des avoirs en devises et l'exécution des opérations de paiement en devises de la Joint Foreign Exchange Agency (JEFA), qui en était auparavant responsable. De même, les activités de l'ancienne Joint Export Import Agency (JEIA) et de la  Gemeinsamen Außenhandelskasse (GAK) ont été transférées à la BDL.
Les Landeszentralbanken étaient des institutions des Länder ; la Bank deutscher Länder était une institution fédérale.
Le 1er août 1957, la BDL, les banques centrales et la Banque centrale de Berlin ont été remplacées par la Deutsche Bundesbank. Le 31 juillet 1957, la BDL détenait 10,105 milliards de DM en devises et en or.
Dans la zone d'occupation soviétique, l'administration militaire soviétique en Allemagne (SMAD) a créé la Deutsche Notenbank le 20 juillet 1948 — soit environ un mois après l'introduction du Deutschmark. C'était le pendant oriental du BDL. Le 1er janvier 1968, la Deutsche Notenbank a été rebaptisée Staatsbank der DDR (Banque d'État de la RDA).